# Como un burro amarrado en la puerta del baile
«Como un burro amarrado en la puerta del baile» es una canción de 1993 interpretada por el grupo español de rock El Último de la Fila, integrado por Manolo García y Quimi Portet, y publicada en el álbum Astronomía razonable.
La canción combina ritmos rock con rumba catalana. También la letra, en su mayoría en español, tiene un fragmento en catalán donde se menciona que el protagonista de la composición es un barcelonés.